# (1473) Ounas
(1473) Ounas es un asteroide que forma parte del cinturón de asteroides y fue descubierto por Yrjö Väisälä desde el observatorio de Iso-Heikkilä, Finlandia, el 22 de octubre de 1938.

## Designación y nombre
Ounas se designó inicialmente como 1938 UT.
Posteriormente fue nombrado por el Ounas, un río de Finlandia.

## Características orbitales
Ounas está situado a una distancia media del Sol de 2,574 ua, pudiendo alejarse hasta 3,185 ua. Tiene una inclinación orbital de 13,65° y una excentricidad de 0,2371. Emplea en completar una órbita alrededor del Sol 1509 días.